# Метилпреднизолон
Метилпреднизолон (метипред, медрол) — сильный синтетический глюкокортикоидный препарат. Состояния, при которых он используется, включают кожные заболевания, ревматические расстройства, аллергии, астму, круп, ХОБЛ, некоторые виды рака, рассеянный склероз, а также в качестве дополнительной терапии туберкулёза или радикулопатии. Его вводят внутрь, путём инъекции в вену, мышцу или сустав, или наносят на кожу.
Серьёзные побочные эффекты могут включать проблемы с психическим здоровьем и повышенный риск заражения. Общие побочные эффекты при длительном применении включают остеопороз, катаракту, слабость, лёгкие синяки и дрожжевые инфекции. Для беременных женщин краткосрочное употребление во время родов безопасно для ребёнка, однако длительное использование во время беременности может нанести вред.
Метилпреднизолон был впервые синтезирован и изготовлен компанией Upjohn (ныне Pfizer) и одобрен FDA в США 2 октября 1957 года. Патент с тех пор истёк и теперь доступны дженерики. В 2021 году он занимает 153-е место среди наиболее часто назначаемых лекарств в Соединённых Штатах, имея более четырёх миллионов рецептов. С 2017 года он поднялся на четыре позиции в рейтинге.

## Применение в медицине
Как и большинство стероидов надпочечников, метилпреднизолон обычно используется из-за его противовоспалительного действия. Однако глюкокортикоиды обладают широким спектром эффектов, включая изменения метаболизма и иммунные реакции. Список заболеваний, при которых назначают метилпреднизолон, довольно длинный и похож на другие кортикостероиды, такие как преднизолон. Обычное применение включает терапию артрита и краткосрочное лечение воспаления бронхов или острого бронхита, вызванного различными респираторными заболеваниями. Он используется как для лечения острых периодов, так и для длительного лечения аутоиммунных заболеваний, в первую очередь системной красной волчанки. Он также используется для лечения рассеянного склероза, когда он может способствовать восстановлению после острых приступов.
Ещё одно возможное применение метилпреднизолона - вестибулярный неврит.
После извлечения яйцеклеток для цикла экстракорпорального оплодотворения может быть прописан метилпреднизолон, чтобы предотвратить отторжение переносимых эмбрионов организмом до момента имплантации.
Не обнаружено доказательств эффективности большинства глюкортикоидов, в том числе метилпреднизолона, при COVID-19.

### Доступные формы
Метилпреднизолон (торговая марка Medrol) предоставляется в расфасованных формах для перорального применения. Метилпреднизолона ацетат (Депо-Медрол) представляет собой жирорастворимый сложный эфир метилпреднизолона и представляет собой водную суспензию, которую можно вводить только внутримышечно, внутрисуставно, в мягкие ткани или внутри очага поражения. Он может вызвать подкожную атрофию в обрабатываемой области. Метилпреднизолона ацетат не показан для внутривенного введения. Единственный препарат, который следует вводить внутривенно, - это метилпреднизолона сукцинат (Solu-medrol), водорастворимый эфир метилпреднизолона.

### Показания
Для приёма внутрь, в/в введения (формы обычной продолжительности действия) и в/м введения (депо-формы): первичная или вторичная недостаточность функции надпочечников, врождённая гиперплазия надпочечников, негнойный тиреоидит, гиперкальциемия вследствие опухолевого заболевания, ревматические заболевания, коллагеновые болезни, пузырчатка, буллёзный герпетиформный дерматит, тяжёлая мультиформная эритема, эксфолиативный дерматит, тяжёлый псориаз, тяжёлый себорейный дерматит, тяжёлые аллергические заболевания, тяжёлые острые и хронические аллергические и воспалительные процессы с поражением глаза, симптоматический саркоидоз, синдром Леффлера (не поддающийся другой терапии), бериллиоз, очаговый или диссеминированный лёгочный туберкулёз (одновременно с соответствующей противотуберкулёзной химиотерапией), идиопатическая тромбоцитопеническая пурпура у взрослых, вторичная тромбоцитопения у взрослых, приобретённая (аутоиммунная) гемолитическая анемия, эритробластопения (эритроцитарная анемия), врождённая (эритроидная) гипопластическая анемия, острые лейкозы у детей, паллиативная терапия при злокачественных опухолях; для достижения ремиссии при нефротическом синдроме, в критическом периоде при язвенном колите и регионарном энтерите, рассеянном склерозе в фазе обострения; отёк мозга вследствие опухоли или связанный с хирургическим вмешательством, лучевой терапией, черепно-мозговой травмой; шок вследствие недостаточности коры надпочечников или резистентный к стандартной терапии, туберкулёзный менингит с субарахноидальным блоком или с его угрозой (совместно с противотуберкулёзной химиотерапией), трихинеллёз с поражением нервной системы или миокарда, трансплантация органов; кратковременная терапия при заболеваниях опорно-двигательного аппарата ревматического и неспецифического генеза.
Для введения в синовиальную жидкость или мягкие ткани (депо-форма): вспомогательная терапия в остром периоде синовита, ревматоидного артрита, подагрического артрита, эпикондилита, неспецифического тендосиновита, посттравматического остеоартроза.
Для введения в патологические очаги (депо-форма): келоидные рубцы, локализованные гипертрофические, инфильтративные и воспалительные очаги при плоском лишае, псориатических бляшках, кольцевидных гранулёмах, нейродермите, дискоидной красной волчанке, диабетическом липоидном некробиозе, гнёздной алопеции; кистозные опухоли апоневроза или сухожилия.

### Острая травма спинного мозга
Ежегодно около 40 миллионов человек во всём мире страдают от травм спинного мозга. Большинство из них - молодые люди. Результаты часто разрушительны. Пациентам назначались различные лекарства, чтобы уменьшить степень стойкого паралича. Стероиды, вероятно, использовались для этой цели чаще, чем любые другие лекарства. В обзоре проводился поиск исследований, в которых изучалась эффективность этого лечения в улучшении подвижности и снижении смертности. Почти все исследования, семь испытаний, включали только один стероид, метилпреднизолон. Результаты показывают, что лечение этим стероидом действительно улучшает подвижность, но его следует начинать вскоре после травмы, в течение не более восьми часов. Продолжать следует от 24 до 48 часов. Были даны разные дозы препарата, и так называемая высокая мощность дозы является наиболее эффективной. Однако лечение не возвращает пациенту нормальное количество движений, и необходимы дополнительные исследования стероидов, возможно, в сочетании с другими лекарствами.

### Рассеянный склероз
Основные результаты обзора показывают, что кортикостероиды (метилпреднизолон (МП)) или АКТГ способствовали восстановлению после обострения, повышая более чем на 60% вероятность улучшения [состояния] в течение первых пяти недель лечения рецидива. Было установлено, что клиническое выздоровление было ускорено, и снижение трудоспособности [инвалидности] было оценено, как изменение на 1,5 балла по шкале EDSS в течение первой недели терапии. Качество доказательств было умеренным, препараты хорошо переносились.
Не найдено чётких данных о долгосрочных эффектах.
Доказательства эффективности разных типов лечения или схем лечения были ограничены. Косвенные сравнения предполагают значительно больший эффект МП по сравнению с АКТГ. Краткосрочный курс МП (5 дней) представляется более эффективным, чем длительное лечение (15 дней). Интервал между началом обострения и началом лечения,по‐видимому, не влияет на результат.
В целом, обзор предоставляет доказательства для поддержки применения кортикостероидов при лечении рецидивов у людей с РС. Эти средства эффективны в краткосрочной перспективе для улучшения симптомов, способствуя восстановлению.

### Резекция печени
Плановая операция на печени, проводимая по разным причинам, может потребовать перекрытия кровоснабжения печени, чтобы уменьшить кровотечение с поверхности разреза печени. Это временное нарушение кровоснабжения может вызвать повреждение печени по разным причинам. Экспериментальные исследования показали, что многие лекарства могут уменьшить повреждение печени, вызванное закупоркой кровоснабжения. Триметазидин, метилпреднизолон и декстроза могут защитить от ишемического реперфузионного повреждения при плановых резекциях печени, выполняемых в условиях окклюзии сосудов, но это показано в исследованиях с небольшими размерами выборки и высоким риском систематической ошибки. Использование этих препаратов должно быть ограничено хорошо спланированными рандомизированными клиническими испытаниями, прежде чем применять их в клинической практике.

## Побочное действие
Со стороны эндокринной системы: нарушения менструального цикла, угнетение функции надпочечников, синдром Иценко-Кушинга, подавление функции гипофизарно-надпочечниковой системы, снижение толерантности к углеводам, стероидный диабет или манифестация латентного сахарного диабета, замедление роста у детей, задержка полового развития у детей.
Со стороны пищеварительной системы: тошнота, рвота, стероидная язва желудка и двенадцатиперстной кишки, панкреатит, эзофагит, кровотечения и перфорация ЖКТ, повышение или снижение аппетита, метеоризм, икота. В редких случаях — повышение активности печёночных трансаминаз и ЩФ.
Со стороны обмена веществ: отрицательный азотистый баланс из-за катаболизма белков, повышенное выведения кальция из организма, гипокальциемия, повышение массы тела, повышенное потоотделение.
Со стороны сердечно-сосудистой системы: потеря калия, гипокалиемический алкалоз, аритмия, брадикардия (вплоть до остановки сердца); стероидная миопатия, сердечная недостаточность (развитие или усиление симптомов), изменения на ЭКГ, характерные для гипокалиемии, повышение АД, гиперкоагуляция, тромбозы. У пациентов с острым инфарктом миокарда — распространение очага некроза, замедление формирования рубцовой ткани, что может привести к разрыву сердечной мышцы.
Со стороны костно-мышечной системы: замедление роста и процессов окостенения у детей (преждевременное закрытие эпифизарных зон роста), остеопороз (очень редко — патологические переломы, асептический некроз головки плечевой и бедренной кости), разрыв сухожилий мышц, мышечная слабость, стероидная миопатия, уменьшение мышечной массы (атрофия).
Со стороны ЦНС: головная боль, повышение внутричерепного давления, делирий, дезориентация, эйфория, галлюцинации, маниакально-депрессивный психоз, депрессия, нервозность или беспокойство, бессонница, головокружение, вертиго, псевдоопухоль мозжечка, судорожные припадки.
Со стороны органа зрения: задняя субкапсулярная катаракта, повышение внутриглазного давления (с возможным повреждением зрительного нерва), трофические изменения роговицы, экзофтальм, склонность к развитию вторичной инфекции (бактериальной, грибковой, вирусной).
Дерматологические реакции: петехии, экхимозы, истончение и хрупкость кожи, гипер- или гипопигментация, угри, стрии, склонность к развитию пиодермии и кандидозов.
Реакции, обусловленные иммунодепрессивным действием: замедление процессов регенерации, снижение устойчивости к инфекциям.
При парентеральном введении: в единичных случаях анафилактические и аллергические реакции, гипер- или гипопигментация, атрофия кожи и подкожной клетчатки, обострение после интрасиновиального применения, артропатия типа Шарко, стерильные абсцессы, при введении в очаги на голове — слепота.

## Противопоказания
Тяжёлая форма артериальной гипертензии, тяжёлая сердечная недостаточность, острый эндокардит, нефрит, сахарный диабет, выраженный остеопороз, язвенная болезнь желудка и двенадцатиперстной кишки, психические заболевания в анамнезе, полиомиелит (за исключением бульбоэнцефалитной формы), глаукома, вирусные и амёбные инфекции, сифилис, синдром Иценко — Кушинга, системные микозы; повышенная чувствительность к метилпреднизолону.

## Фармакологическое действие
При системном применении оказывает противовоспалительное, противоаллергическое, десенсибилизирующее, противошоковое, антитоксическое и иммунодепрессивное действие.
При наружном и местном применении терапевтическая активность метилпреднизолона обусловлена противовоспалительным, противоаллергическим и антиэкссудативным (благодаря вазоконстрикторному эффекту) действием.
По противовоспалительной активности превышает гидрокортизон в 5 раз, практически не обладает минералокортикоидной активностью.
Подавляет функции лейкоцитов и тканевых макрофагов. Тормозит высвобождение интерлейкина-1, интерлейкина-2, интерферона гамма из лимфоцитов и макрофагов.
Метилпреднизолон подавляет высвобождение гипофизом АКТГ (и вторично — синтез эндогенных глюкокортикоидов) и b-липотропина, но не снижает уровень циркулирующего b-эндорфина. Угнетает секрецию ТТГ и ФСГ.
Взаимодействует со специфическими цитоплазматическими рецепторами и образует комплекс, проникающий в ядро клетки, и стимулирует синтез мРНК; последняя индуцирует образование белков (в том числе липокортина), опосредующих клеточные эффекты. Липокортин ингибирует активность фосфолипазы А2, что приводит к подавлению высвобождения арахидоновой кислоты, ингибированию синтеза простагландинов, эндоперекисей, лейкотриенов, являющихся факторами воспаления и аллергических реакций. Подавляет высвобождение ЦОГ (главным образом ЦОГ-2), что также способствует уменьшению выработки простагландинов.
Способствует стабилизации лизосомальных мембран, снижая тем самым концентрацию протеолитических ферментов в области воспаления. Уменьшает проницаемость капилляров, обусловленную высвобождением гистамина.
Метилпреднизолон обладает выраженным дозозависимым действием на метаболизм белков, жиров и углеводов.
Уменьшает содержание белка в плазме (за счёт глобулинов) с повышением коэффициента альбумин/глобулин, повышает синтез альбуминов в печени и почках.
Оказывает катаболическое действие в лимфоидной и соединительной ткани, мышцах, жировой ткани, коже, костной ткани. Остеопороз и синдром Иценко-Кушинга являются главными факторами, ограничивающими длительную терапию ГКС. В результате катаболического действия возможно подавление роста у детей.
Стимулирует синтез высших жирных кислот и ТГ, перераспределяет жировую ткань (происходит накопление жира преимущественно в области плечевого пояса, лица, живота), приводит к развитию гиперхолестеринемии.
Повышает абсорбцию углеводов из ЖКТ; повышает активность глюкозо-6-фосфатазы, что приводит к усилению поступления глюкозы из печени в кровь; стимулирует глюконеогенез.
Задерживает ионы натрия и воду в организме, стимулирует выведение калия, уменьшает абсорбцию кальция из ЖКТ, способствует вымыванию кальция из костей, повышает выведение кальция почками.
В высоких дозах метилпреднизолон может повышать возбудимость тканей мозга и способствует понижению порога судорожной готовности.
Противовоспалительный эффект связан с угнетением высвобождения эозинофилами медиаторов воспаления; индуцированием образования липокортинов и уменьшения количества тучных клеток, вырабатывающих гиалуроновую кислоту; с уменьшением проницаемости капилляров; стабилизацией клеточных мембран и мембран органелл (особенно лизосомальных).
Противоаллергический эффект развивается в результате подавления синтеза и секреции медиаторов аллергии, торможения высвобождения из сенсибилизированных тучных клеток и базофилов гистамина и других биологически активных веществ, уменьшения числа циркулирующих базофилов, подавления развития лимфоидной и соединительной ткани, снижения циркулирующих лимфоцитов (T- и B-клеток), тучных клеток, снижения чувствительности эффекторных клеток к медиаторам аллергии, угнетения продукции антител, изменения иммунного ответа организма.
При ХОБЛ действие основывается главным образом на торможении воспалительных процессов, угнетении развития или предупреждении отёка слизистых оболочек, торможении эозинофильной инфильтрации подслизистого слоя эпителия бронхов, отложении в слизистой оболочке бронхов циркулирующих иммунных комплексов, а также торможении эрозирования и десквамации слизистой оболочки. Повышает чувствительность b-адренорецепторов бронхов мелкого и среднего калибра к эндогенным катехоламинам и экзогенным симпатомиметикам, снижает вязкость слизи за счёт угнетения или сокращения её продукции.
Противошоковое и антитоксическое действие связано с повышением АД (за счёт увеличения концентрации циркулирующих катехоламинов и восстановления чувствительности к ним адренорецепторов, а также вазоконстрикции), снижением проницаемости сосудистой стенки, мембранопротекторными свойствами, активацией ферментов печени, участвующих в метаболизме эндо- и ксенобиотиков.
Иммунодепрессивный эффект обусловлен торможением высвобождения цитокинов (интерлейкина-1, интерлейкина-2), интерферона гамма из лимфоцитов и макрофагов.
Подавляет активность фибробластов и образование коллагена, снижает возможность образования рубцовой ткани.
Стимулирует избыточную продукцию соляной кислоты и пепсина в желудке, что повышает риск развития пептической язвы.

## Фармакокинетика
После приёма внутрь хорошо всасывается из ЖКТ. Метаболизируется в печени. T1/2 составляет около 2 ч. Выводится в виде метаболитов в основном с мочой.

## Беременность и лактация
В I триместре применяют в случаях, когда ожидаемая польза терапии для матери превышает потенциальный риск для плода. Длительное применение при беременности вызывает нарушение роста плода. В III триместре беременности имеется опасность возникновения атрофии коры надпочечников у плода, что может потребовать проведения заместительной терапии у новорождённого.
В период лактации применяют в случаях, когда ожидаемая польза терапии для матери превышает потенциальный риск для грудного ребёнка.

## Влияние на плод
Часто встречается проблема нехватки веса. Известны случаи, когда после приёма этого препарата на свет появлялся младенец с сильными отклонениями, например, 1,5 килограмма при нормальном сроке. Кроме того, часть врачей подозревает, что средство увеличивает риск рождения мёртвых детей.
Возможны сбои в эндокринной системе плода, последующие проблемы со щитовидной железой, с иммунной системой. Особенно негативно это средство для мальчиков, поскольку оно подавляет мужские гормоны в организме матери, что мешает ребёнку нормально развиваться. Поэтому специалисты рекомендуют после получения информации о поле малыша искать такому медикаменту замену.

## Особые указания
С осторожностью применять при НЯК, дивертикулите, наличии свежих кишечных анастомозов, нарушениях функции почек, артериальной гипертензии, миастении.
Не эффективен при септическом шоке (возможно повышение летальности).
При стрессах во время терапии ГКС показано увеличение дозы.
При туберкулёзе применение возможно только в сочетании с соответствующей противотуберкулёзной терапией.
После приёма в течение нескольких дней отмену следует производить постепенно.
Внутрикожное введение не должно быть глубоким. Депо-формы не вводить нерекомендованными способами (в том числе в/в).
В период лечения не проводить никаких видов вакцинации.
У детей в период роста применение ГКС возможно только по абсолютным показаниям и под особо тщательным наблюдением врача.

## Лекарственное взаимодействие
При одновременном применении с барбитуратами возможно уменьшение эффективности метилпреднизолона.
При одновременном применении с НПВС возможно повышение риска эрозивно-язвенных поражений ЖКТ.
При одновременном применении метилпреднизолона с пероральными антикоагулянтами, гепарином усиливается или уменьшается антикоагулянтное действие; с салицилатами — возможно уменьшение действия салицилатов; с тиазидными диуретиками, фуросемидом — возможно потенцирование гипокалиемии.
При одновременном применении с глибенкламидом, метформином, инсулинами уменьшается эффективность гипогликемических средств; с кетоконазолом, итраконазолом — повышается концентрация метилпреднизолона в плазме крови; с метотрексатом — синергизм иммунодепрессивного действия; с неостигмином, пиридостигмином — возможно развитие миастенического криза; с панкуронием — уменьшение нервно-мышечной блокады; с сальбутамолом — увеличение эффективности и потенциальной токсичности сальбутамола; с рифампицином — увеличение клиренса метилпреднизолона.
При одновременном применении с фенитоином, фенобарбиталом повышается клиренс метилпреднизолона и уменьшается его эффективность.
При одновременном применении возможно уменьшение действия фенитоина; с циклоспорином — ингибирование метаболизма циклоспорина и метилпреднизолона; с эритромицином — существует вероятность ингибирования метаболизма метилпреднизолона.